# 提拉斯浦車站
提拉斯浦車站（羅馬尼亞語：Gara Tiraspol）是聶斯特河沿岸首都提拉斯浦的火車站。提拉斯浦的首座火車站修建於1867年。1944年，車站被德國和羅馬尼亞軍隊摧毁。1992年時，有30次列車經過車站。2014年，車站大樓進行了翻新。現在提拉斯浦車站只有三趟列車經過。